# Yuelushannus
Yuelushannus este un gen de păianjeni araneomorfi din familia Linyphiidae. 

## Răspândire
Speciile acestui gen sunt endemice în China, unde se întâlnesc în Hunan și Hubei . 

## Lista speciilor
Conform World Spider Catalog: 
- Yuelushannus alatus Irfan, Zhou, Bashir, Mukhtar & Peng, 2020
- Yuelushannus barbatus Irfan, Zhou, Bashir, Mukhtar & Peng, 2020